# Aldo Finzi
Aldo Finzi (* 20. April 1891 in Legnago; † 24. März 1944 in Rom) war ein italienischer Offizier, faschistischer Politiker jüdischer Herkunft, Anwalt, Sportpolitiker, Motorradrennfahrer, der sich am Ende seines Lebens der Resistenza anschloss und im März 1944 erschossen wurde.

## Leben
Sein Vater Emanuele war ein liberaler Industrieller jüdischer Herkunft in Badia Polesine. Er heiratete eine Nichte des Kardinals Vincenzo Vannutelli und trat der katholischen Kirche bei. Nach dem Abitur studierte er Jura in Parma und setzte sein Studium drei Jahre am Thüringischen Technikum Ilmenau fort, ehe nach Italien zurückkehrte. Er wurde Stadtverordneter in Badia Polesine und der örtliche Vertreter für Rudge-Witworth-Motorräder.
1915 meldete er sich freiwillig als Soldat im Kampf gegen Österreich, da er wegen Lungenproblemen die allgemeine Musterung nicht bestanden hatte. Er wurde Motorradmelder, von 1916 an Artillerieoffizier und schließlich Kampfpilot in der noch jungen Luftwaffe Italiens. 1918 nahm er mit Gabriele D’Annunzio am legendären Propagandaflug über Wien teil.
Nach dem Krieg schloss er sein Jurastudium in Ferrara ab und lernte bei einem Anwalt in Mailand. 1920 schloss er sich den fasci di combattimento an und wurde 1921 Abgeordneter in Rom. Parallel hierzu nahm er für die neugegründete Moto Guzzi am Motorradrennen Mailand-Neapel und an den Italienischen Straßenmeisterschaften auf der Moto Guzzi 500 teil.
1922 nahm er am Marsch auf Rom teil und wurde in der neuen italienischen Regierung Staatssekretär für Inneres, der stellvertretende Polizeichef Italiens und der stellvertretende Leiter der Luftfahrt. 1923 wurde die Luftwaffe selbstständig und Finzi wurde ihr leitender Kommissar. Ab 1923 wurde er unter dem Einfluss seiner Ehefrau immer konservativer und lehnte eine weitergehende Faschisierung der Gesellschaft ab. Er verlor an politischem Einfluss und wurde mit dem (bezahlten) Präsidentenamt des CONI (1923–1925) entschädigt. Nach mehreren Mordversuchen auf Mussolini 1924 verlor Finzi seinen Einfluss auf die Sicherheitskräfte, 1928 verlor er auch seinen Sitz im Abgeordnetenhaus. Er zog sich daraufhin aufs Land zurück und wurde einer der größten Tabakproduzenten Italiens in Cave (Latium) auf der Ländereien seiner Frau. Obwohl er sich 1938 ohne zu zögern gegen den Erlass der Rassengesetze ausgesprochen hatte, hatte er wegen seiner politischen Karriere im Faschismus weniger unter Repressalien zu leiden, bis er 1941 wegen kritischer Äußerungen in die Verbannung geschickt wurde. Ein Jahr später wurde er aus der Faschistischen Partei ausgeschlossen. Ende 1943 schloss er sich den Partisanen an. Im Februar 1944 wurde er festgenommen, im Regina-Coeli-Gefängnis in Rom inhaftiert und am 24. März 1944 während des Massakers in den Ardeatinischen Höhlen mit 334 weiteren Opfern erschossen.

## Ehrungen
- Tapferkeitsmedaille (Italien) (in Silber)
- Tapferkeitsmedaille (Italien) (in Bronze)
- Verdienstmedaille für die Freiwilligen des italienisch-österreichischen Krieges 1915–1918